# Jimmy Crack Corn
Jimmy Crack Corn – singiel amerykańskiego rapera Eminema. Utwór pochodzi z kompilacji Eminem Presents: The Re-Up. Gościnnie występuje 50 Cent.
Do utworu powstał oficjalny remiks, z udziałem rapera Ca$hisa. Zwrotka 50 Centa została oryginalna, Eminem napisał nową zwrotkę.

## Lista utworów
1. "Jimmy Crack Corn" (oraz 50 Cent) - 3:54

## Notowania
| Notowanie (2007)                              | Najwyższa pozycja |
| --------------------------------------------- | ----------------- |
| U.S. Billboard Bubbling Under Hot 100 Singles | 1                 |
| U.S. Billboard Pop 100                        | 77                |